# زخرفة الجص (عمارة إسلامية)
زخرفة الجص (عمارة إسلامية) يُطلق مصطلح الجص، والجص المنحوت، أو المصبوب في العمارة الإسلامية للإشارة إلى معظم أنواع الجص أو الزخارف الجصية ذات التركيبات المختلفة قليلاً، وتم استخدام هذه الزخرفة بشكل أساسي لتغطية الجدران والأسطح، وكانت الزخارف الرئيسية هي تلك السائدة في الفن الإسلامي، كالزخارف الهندسية والأرابيسك أو النباتية والخط العربي، وكذلك المقرنصات ثلاثية الأبعاد. كان لتركيبة الجبس أهمية كبيرة في الزخرفة المعمارية الإسلامية، حيث أن المناخ الجاف نسبيًا في معظم أنحاء العالم الإسلامي جعل من السهل استخدام هذه المادة الرخيصة والمتعددة الاستخدامات في مجموعة متنوعة من المساحات.
استخدمت الزخارف الجصية في العصور القديمة في منطقة إيران والبحر الأبيض المتوسط اليوناني الروماني، وفي العمارة الإسلامية، ظهرت الزخارف الجصية خلال العصر الأموي أواخر القرنين السابع والثامن، وخضعت لمزيد من الابتكارات والتعميم خلال القرن التاسع تحت حكم العباسيين في العراق، وعندها انتشرت بشكل أكبر في جميع أنحاء العالم الإسلامي وتم دمجها في الهندسة المعمارية الإقليمية. تم العثور على أمثلة للزخارف الجصية المنحوتة التاريخية في مصر وإيران، وأفغانستان، والهند، وشاع استخدامها في العمارة المغاربية أو العمارة الإسلامية الغربية، في شبه الجزيرة الأيبيرية الأندلس، وأجزاء من شمال إفريقيا المغرب العربي، في القرنين الحادي عشر والثاني عشر. وفي شبه الجزيرة الأيبيرية، استخدم هذا الفن في العمارة المغاربية خلال عهد الأسرة النصرية بين الأعوام 1238 و1492، الذي بنى قصر الحمراء، كما استفادت العمارة المدجنية من هذه الزخارف على نطاق واسع، ويستخدم المصطلح الإسباني Yesería أحيانًا في سياق العمارة الإسلامية والمدجنة في إسبانيا.

## التاريخ

### الأصول والتطور المبكر
اكتشفت قبة جصية من خربة المفجرفي أواخر العصر الأموي، حيث كانت تُظهر زخارف مستوحاة من الطراز الكلاسيكي منحوتة بشكل بارز. وتم توثيق استخدام الجص المنحوت منذ العصور القديمة، كما تم استخدام الزخارف الجصية في إيران وآسيا الوسطى والبحر الأبيض المتوسط اليوناني الروماني، على الرغم من أنها كانت مرتبطة بقوة بالهندسة المعمارية الإيرانية في عهد البارثيين والساسانيين. عندما استولت الفتوحات الإسلامية في القرن السابع على بلاد ما بين النهرين وإيران وآسيا الوسطى وضمتها إلى الإمبراطورية الإسلامية الجديدة، تم استيعاب التقليد الطويل للزخارف الجصية المنحوتة والمرسومة في هذه المناطق في العمارة الإسلامية المبكرة، استخدم الخلفاء الأمويون بين الأعوام 661 و750 الجص المنحوت في عمارتهم، على الرغم من أنه كان محدود النطاق حتى أواخر العصر الأموي. لا تزال هناك أمثلة على الجص في أوائل القرن الثامن في المواقع الأموية مثل خربة المفجر، وقصر الحير الغربي الذي توجد بوابته الآن في المتحف الوطني بدمشق. كما هو الحال مع الزخارف النحتية الإسلامية المبكرة. بدأت الزخارف الجصية المنحوتة في العصر الأموي بمزيج انتقائي من الأساليب الناشئة في التقاليد الفنية الكلاسيكية والبيزنطية المبكرة والشرق الأدنى القديم.
لم يظهر النمط الإسلامي المميز للزخارف الجصية إلا في القرن التاسع. في عهد العباسيين، ومقرهم في العراق، طورت الزخارف الجصية زخارف أكثر تجريدًا، كما رأينا في قصور سامراء في القرن التاسع. يتميز العلماء المعاصرون ثلاثة أنماط: النمط الأول يتكون من زخارف نباتية بما في ذلك ورق العنب المستمدة من الأساليب البيزنطية والشامية التقليدية، النمط الثاني هو نسخة أكثر تجريدية ومنمقة من هذه الزخارف، والأسلوب الثالث، هو أسلوب تجريدي تمامًا، ويتكون من أشكال متناظرة متكررة من الخطوط المنحنية التي تنتهي بشكل حلزوني. كما في أراضي العمارة العباسية وتوجد في أفغانستان مثل مسجد الحاج بيادة في بلخ، ومصر مثل مسجد ابن طولون.

### الأقاليم
مع تفكك الدولة العباسية في القرون التالية، أصبحت الأساليب المعمارية إقليمية بشكل متزايد، نحو القرن الحادي عشر ظهرت المقرنصات، وهي تقنية النحت الهندسي ثلاثي الأبعاد غالبًا ما تُقارن بـالهوابط، وهي موثقة في أجزاء كثيرة من العالم الإسلامي، وغالبًا ما تكون منحوتة من الجص، وأصبحت أكثر شعبية منذ القرن الثاني عشر فصاعدًا.

#### الأراضي الإسلامية الشرقية
في المنطقة الإيرانية الكبرى، تطور أسلوب مميز إلى حد ما عن النماذج العباسية، حيث تم استخدام الجص المنحوت في نقش بارز، خاصة في زخرفة المحراب خلال فترات الهيمنة السلجوقية والمغولية، ومن الأمثلة البارزة محراب مسجد الجمعة في أردستان، والمحراب الإيلخاني في الجامع الكبير في أصفهان، ومحراب ضريح بير بكران في أوائل القرن الرابع عشر. تم أيضًا نقل تقليد سابق من بلاد ما بين النهرين للقباب المقرنصة إلى إيران، كما يظهر في ضريح الإمام الدر بالقرب من سامراء، وقبر عبد الصمد في نطنز. انتشرت موضة الزخارف الجصية الإيرانية إلى المناطق المجاورة الأخرى، كما في العمارة الهندية الإسلامية في شبه القارة الهندية، كان عادةً إما يتم نحته أو استخدامه لتطبيق الزخارف الملونة، أو كليهما، على الرغم من انخفاض أهميته في منتصف القرن السادس عشر في منطقة ديكان، كان الجص يستخدم في كثير من الأحيان لإنشاء رصائع معمارية مستديرة ذات زخارف نباتية في إيران نفسها، أصبح نحت الجص البارز أقل شعبية خلال القرن الخامس عشر، لكنه شهد انتعاشًا في بداية القرن السابع عشر، في عهد الصفويين، عندما تم استخدامه في عمارة القصور.

#### مصر
الجص المنحوت الدقيق كان لا يزال مستخدماً في مصر في الفترة الفاطمية، من القرن العاشر إلى القرن الثاني عشر. تطورت أنماط سامراء السابقة لتشمل أشكالاً طبيعية أكثر، ففي النقوش العربية المنحوتة، أضيفت الزهور وأوراق الشجر لتزيين الحروف، ومن أروع الأمثلة من هذه الفترة محراب مسجد الجيوشي. بعد هذه الفترة، أصبحت الزخارف الجصية أقل أهمية ولم يتم العثور إلا على أمثلة عرضية في ظل الحكم المملوكي، معظمها في القاهرة. على الرغم أنها كانت شائعة بدرجة كافية في عهد المماليك من القرن الثالث عشر إلى القرن الرابع عشر، فقد حلت محلها أشكال أخرى من الزخارف بعد ذلك إلى حد كبير. ومع ذلك، فإن الأمثلة الجصية الموجودة من هذه الفترة ذات جودة عالية، كما يظهر في محراب مدرسة الناصر محمد، الذي يعود تاريخه إلى عام 1304، مما يُظهر أيضًا تأثير ووجود أسلوب الزخرفة الجصية حول المحراب، على سبيل المثال، يذكرنا بالأعمال الجصية الإيرانية على طراز تبريز في عهد الإلخانيين المعاصرين. من ناحية أخرى، يبدو أن الزخارف الجصية الفخمة لمئذنة المدرسة تتضمن الأساليب والحرفية المغاربية المعاصرة إلى جانب الزخارف المحلية. شهدت الزخارف الجصية عملية إحياء قصيرة في عهد قايتباي الذي حكم من 1468 إلى 1496، حيث تم استخدامها مرة أخرى في الزخرفة الداخلية.

#### الأراضي الإسلامية الغربية
جلب الفتح الأموي لشبه الجزيرة الأيبيرية في القرن الثامن الإسلام إلى هذه المنطقة، والتي أصبحت تعرف فيما بعد باسم الأندلس باللغة العربية. وتأسست سلالة أموية جديدة في قرطبة بعد عام 756، على شكل إمارة قرطبة وخلافة قرطبة بعد عام 929، وتطور نمط مميز من العمارة الإسلامية بلغ ذروته في الروائع المعمارية مثل المسجد الكبير في قرطبة، وعرف هذا النمط باسم العمارة المغاربية، وتأثر أيضًا بالتقاليد المعمارية الإسلامية الأخرى في الشرق. تشير الأدلة الأثرية بالقرب من القيروان في تونس، وسدراته في الجزائر إلى أن الطراز العباسي في الجص المنحوت قد تم إدخاله أيضًا إلى منطقة إفريقيا، ومع ذلك في البداية، لم يكن للأسلوب العباسي تأثير يذكر على الفن في الأندلس، حيث بدأ استخدام الجص للزينة في النصف الأخير من القرن العاشر.
استمر التقليد المعماري الإسلامي الغربي في التطور خلال فترة الطوائف اللاحقة في القرن الحادي عشر، وتحت حكم إمبراطوريات شمال إفريقيا، المرابطون والموحدون ،من القرن الحادي عشر إلى القرن الثالث عشر، وأصبح الجص وسيلة الزخرفة الأكثر شيوعًا في القرن الحادي عشر، وقد تم نحته بنقش بارز خلال فترة الطوائف مثل قصر الجعفرية في سرقسطة وأثناء فترة المرابطين مثل القبة المرابطية في مراكش. تم تقييد الأسلوب الزخرفي المتقن للمرابطين في البداية في عهد خلفائهم الموحدين، الذين تشهد آثارهم على زخرفة أكثر هدوءًا، أما بعدهم فقد بلغت الزخرفة المعمارية آفاقا جديدة من البذخ في الأندلس والمغرب الغربي، وتطورت الموضة لتفضل الجص المنحوت في تضاريس ضحلة، ولتغطية الأسطح الكبيرة على طول الجدران العلوية وتحت الأقبية. في بداية القرن الثالث عشر، قامت سلالة النصريين في غرناطة ببناء مجمع القصر المعروف اليوم باسم قصر الحمراء، وهو مليء بالزخارف الجصية الغنية، كما تم استخدام الزخارف الجصية بكثرة في آثار الأسرة المرينية في شمال أفريقيا، وخاصة في المدارس الإسلامية، والتي بقي عدد منها موجودا في المغرب، ومدرسة العطارين بفاس، التي بناها المرينيون ما بين 1323 و1325، والتي تعتبر من أروع الأمثلة على هذه الزخرفة، كما تم العثور على زخارف جصية مماثلة في قصر المشوار السابق للزيانيين في تلمسان، الجزائر.

#### الزخرفة المدجنة في إسبانيا المسيحية
مع غزو الممالك المسيحية لشبه الجزيرة الأيبيرية تدريجيًا وسقوط الاندلس، استمروا في استخدام الطراز الإسلامي، أو الطراز المدجن، في العديد من مبانيهم الجديدة، تم العثور على أعمال الجبس ذات الطراز المغربي أو الإسلامي، كتاج قشتالة في القرن الرابع عشر مثل قصر بيدرو الأول في قصر إشبيلية، والدير الملكي في سانتا كلارا في تورديسيلاس القصر السابق لألفونسو الحادي عشر، والدير اليهودي، كنيس الترانسيتو في طليطلة، في هذه الأمثلة، تم تضمين النقوش المسيحية وشعارات النبالة القشتالية أيضًا على خلفيات من الأرابيسك الإسلامي التقليدي والزخارف الهندسية. نما تقليد مهم من أعمال الجبس الزخرفية في طليطلة، التي سقطت تحت السيطرة القشتالية في عام 1085، ويمكن أن تُنسب العديد من الأمثلة على أعمال الجص المدجن في جميع أنحاء قشتالة إلى الحرفيين من هذه المدينة، من القرن الحادي عشر إلى منتصف القرن الرابع عشر، استمرت الزخارف ذات الأصل الإسلامي التي تشبه الأشكال المرابطية المعاصرة في السيطرة على هذه الأعمال الجصية الموحدية، أو الفن النصري بعد منتصف القرن الرابع عشر، أضيفت زخارف أخرى إلى هذا المخزون، مثل أوراق العنب والبلوط المستوحاة من الفن القوطي، وفي وقت لاحق، شخصيات الأشخاص والحيوانات.

## الدوافع والأساليب
اتبعت الزخارف الجصية الإسلامية والمجدرية الأنواع الرئيسية من الزخرفة في الفن الإسلامي وهي الزخارف الهندسية، أو الأرابيسك، أو النباتية، والخطية، غالباً ما يتم نحت المقرنصات ثلاثية الأبعاد بالجص، حيث يتم العثور عليها عادةً كعناصر انتقالية على الأقبية والقباب والتيجان والأفاريز والمداخل، ويتكون هذا الشكل من منافذ متشابكة معروضة في عدة مستويات واحدة فوق الأخرى، لتشكل أنماطًا هندسية عند رؤيتها من الأسفل، تمت تغطية الجدران بأنواع الزينة المتبقية، وتم خلطها وترتيبها لإضفاء مظهر جذاب وتأثير، كان الجص يستخدم أحيانًا في الجداريات والزخارف المطلية في بعض المناطق والفترات، وهي تقنية كانت شائعة في إيران على سبيل المثال، تظهر أيضًا الزخارف التصويرية مثل الحيوانات أو الأشكال البشرية في النحت بالجص، على الرغم من أنها لم تكن شائعة الاستخدام في جميع أنحاء العالم الإسلامي.
في البداية تم العثور على زخارف ثلاثية الأبعاد منحوتة بشكل متقن في بعض القصور في العصر الأموي، بينما في العصر العباسي أصبح النقش أقل سطحية وأكثر تسطيحاً، وكان الجص المنحون عالي النقوش ويستخدم بشكل ملحوظ لتزيين محاريب المساجد في إيران في العصور الوسطى، وذلك باستخدام الأرابيسك من السيقان والأوراق على مستويات متعددة منحوتة بعمق، كانت شبكات النوافذ المزخرفة في العمارة الإسلامية تُنحت بشكل شائع من الجص ومليئة بالزجاج الملون، وبشكل أكثر استثنائية، احتوت بعض المساجد في المغرب والجزائر على قباب مزخرفة مصنوعة من الجص مع أرابيسك منحوت بشكل معقد تم ثقبها للسماح للضوء بالمرور، كما هو الحال في الجامع الكبير في تلمسان الذي تم بناؤه وتزيينه في عهد المرابطين في أوائل القرن الثاني عشر. في العمارة النصرية والمدجنة، كان الجزء السفلي أو قسم الدادو من الجدران مغطى عادةً ببلاط الفسيفساء الزليج، في حين غطى الجص المنحوت الجدار المتبقي فوق الدادو بالأرابيسك، والأنماط الهندسية، والزخارف الكتابية.

## المادة
في سياق العمارة الإسلامية، يتم استخدام مصطلحي الجص Plaster بمعنى الطلاء الداخلي، و يصنع عادةً من خليط الجير والإسمنت مع الماء مما يشكل سطح ناعم سلس، والجص Stucco بمعنى الطلاء الخارجي والذي يتكون من خليط من الإسمنت والجير والرمل مما يشكل سطح قوي ومتين مقاوم للعوامل الجوية، تستخدم هذه المصطلحات بشكل متبادل تقريبًا للإشارة إلى معظم أنواع الزخارف الجصية ذات التركيبات المختلفة، بعبارات أكثر دقة، الجص Stucco هو مادة تعتمد على الجير، وهي أكثر صلابة وتتماسك بشكل أبطأ، في حين أن الجص Plasterهو مادة تعتمد على الجبس وهي أكثر ليونة وتتماسك بسرعة أكبر، يمكن أن يتكون الخليط من الجبس النقي والغراء المذاب أو من الجير الممزوج بمسحوق الرخام أو قشر البيض.
في تاريخ الفن، غالبًا ما يرتبط المصطلح الإسباني Yesería بالجص المنحوت أو الجص في شبه الجزيرة الأيبيرية وأمريكا اللاتينية. في العمارة النصرية التاريخية اختلف تكوين ولون الجص اعتمادًا على نقاء حجر الجبس، والمواد المضافة المستخدمة لإضفاء خصائص على الخلائط مثل الصلابة ووقت التثبيت والربط. الصيغة الكيميائية للجبس هي CaSO4•2H2O، الجبس هو معدن الكبريتات الأكثر شيوعا، حيث أن الجمع بين المواد المصدرية الوفيرة، وسهولة الإعداد والتعامل، والقدرة على التكيف على نطاق واسع للاستخدام، ووقت الإعداد السريع هو السبب وراء استخدام الجص على نطاق واسع.

## التقنية
في جميع أنحاء العالم الإسلامي، تم تنعيم الجص وتم تمييز التصاميم الزخرفية بأداة مدببة، ثم تم النحت بأدوات حديدية بينما كانت المادة مبللة قليلاً، وتم العثور على دليل على هذه التقنية في الزخارف الجصية غير المكتملة في خربة المفجر في القرن الثامن بالقرب من أريحا، وفي داخل مئذنة مسجد الكتبية في مراكش القرن الثاني عشر، وبدلاً من ذلك، يمكن صب الجص من القوالب. في إيران تم في البداية تحريك مخاليط الجبس بشكل مستمر حتى تفقد قدرتها على التماسك بسرعة، ومن ثم تم تطبيق هذا الخليط في عدة طبقات، ويستغرق ما يصل إلى 48 ساعة قبل التماسك.
في بعض الأحيان يتم استخدام الجص في القوالب لإنشاء تصميمات أكثر تعقيدًا، ويقوم المهندسون المعماريون بتطبيق طبقات متعددة من الجص على الجدران ثم يضغطون بعد ذلك القوالب المنحوتة، والتي كانت مصنوعة عادةً من الخشب الصلب لصب التصميم على الحائط، سمح هذا أيضًا بإعادة إنشاء التصميمات المعقدة بشكل أسرع. وفي بعض الأحيان كان المهندسون المعماريون يدخلون بعد أن يكون لدى الجص وقت ليجف وينحت تفاصيل إضافية بعد ذلك، عادةً ما يتم طلاء الجص الموجود على الجدران أو تبييضه للحصول على مظهر أنظف.

### الجص النصري
في الفن النصري كانت التقنيتان الأساسيتان لإنشاء الزخارف الجصية هما النحت في الموقع، وقوالب الصب التي تم ربطها بعد ذلك بالهيكل، كان النحت في الموقع هو الأسلوب الأكثر شيوعًا في البداية، ولكن في أوائل القرن الرابع عشر، في عهد محمد الثالث، أصبح التشكيل أكثر شيوعًا. تم إنجاز النحت اليدوي من خلال رسم التصميم في البداية على طبقة الجص المطبقة ومن ثم النحت باستخدام أدوات يدوية بسيطة من الحديد، سمح الصب بتصميمات أكثر تفصيلاً وتعقيدًا يمكن تكرارها، مما أدى إلى إنشاء أسلوب منهجي، وكانت القوالب تُصنع عادةً من الخشب أو الجص، الذي غالبًا ما كان يتم صب القطعة في الطين، ثم يتم تغليفها بالجيسو، وبعد لصق القطع المقولبة على الجدران، يتم طلاؤها أو تبييضها حسب الحاجة يُظهر تحليل الجص الأصلي في قصر الحمراء أن الحرفيين النصريين كانوا على دراية جيدة بخصائص الجص، واستخدموا خلائط الجبس المختلفة للنحت والصب،. على سبيل المثال تم استخدام إضافات للتجفيف البطيء، والتثبيت على خليط الجص الذي تم نحته في مكانه لإتاحة مزيد من الوقت للحرفيين لإكمال عملهم.
كان الجص في كثير من الأحيان متعدد الألوان.، لقد أدى العمر والطقس إلى جانب قرون من إعادة الديكور والترميم، إلى تغيير المظهر الأصلي لمعظم الجص الذي يعود تاريخه إلى العصر النصري بشكل كبير. إن التطورات الحالية في الأجهزة التحليلية، التي تسمح بالتحليل الموضعي للجص توفر معلومات حول الأصباغ والتقنيات الأصلية، ومن الأمثلة الأخرى على مهارة الحرفيين النصريين في استخدام الجص هو استخدامهم لطلاء الجبس عالي النقاء، الذي كان بمثابة مادة مانعة للتسرب، ومرحلة تحضيرية للطلاء أو التذهيب اللاحق على طبقة الجص الأصلية، وكان قصر الحمراء محور التحقيقات الأخيرة، حيث كانت الألوان الأساسية المستخدمة في جص قصر الحمراء هي الأحمر، والأزرق، والأخضر والذهبي، والأسود، ويُظهر التحليل الطيفي للأصباغ المنسوبة إلى الزخرفة الأصلية لقصر الحمراء أن الزنجفر هو الصبغة المستخدمة للون الأحمر، واللازورد وهو صبغة غالية الثمن وباهظة الثمن يمثل اللون الأزرق، تم اكتشاف الملكيت كمصدر للأشكال الخضراء. تم استخدام أسود الكربون للصباغ الأسود، وقد لوحظ التذهيب خاصة على المقرنصات، أظهر تطبيق كل من الصباغ والتذهيب على هذه الأسقف المعقدة هندسيًا معرفتهم ومهارتهم في التلميح البصري والتناغم المكاني، وقد تركزت التحقيقات حول السقف المزخرف بالمقرنصات في قاعة الملوك بقصر الحمراء تكشف البيانات عن الاستخدام الموسع لاثنين من أغلى المواد في هذا السقف، وهي اللازورد وأوراق الذهب التي تكشف عن البذخ الأصلي المبهر للمساحة.